# Vepris natalensis
Vepris natalensis är en vinruteväxtart som först beskrevs av Otto Wilhelm Sonder, och fick sitt nu gällande namn av W. Mziray. Vepris natalensis ingår i släktet Vepris och familjen vinruteväxter. Inga underarter finns listade i Catalogue of Life.